# 셈난 우주 센터

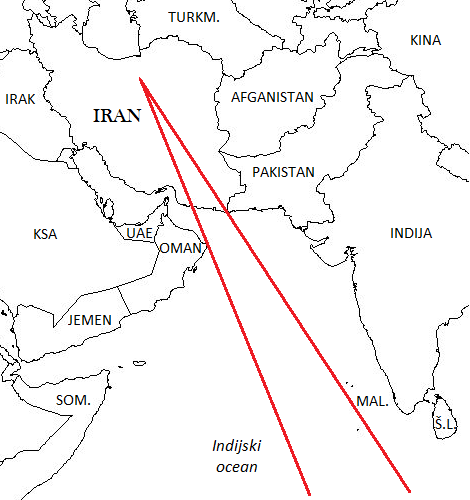
셈난우주센터

셈난 우주 센터(Semnan Space Center)는 이란 셈난주 셈난시 남동쪽 50 km에 위치한 우주 센터이다.

## 역사
수도 테헤란에서 남동쪽으로 약 230 km 떨어졌으며, 셈난주 이맘호메이니 국립우주센터는 셈난우주센터의 일부이다.
2006년 11월 2일 사피르 로켓을 최초로 발사했다. 2013년 1월 28일에는 사피르 로켓으로 300 kg 캡슐 안에 원숭이를 넣어 발사하는데 성공했다. 최근에는 2020년 2월 9일 시모르그 로켓을 발사했다. 20번째 로켓 발사다.
2020년 4월 22일, 이란은 최초의 이란 군사위성 누르 발사에 성공했다. 셈난주에서 발사되었지만, 이맘 호메이니 국가우주센터가 아니라 공개되지 않은 혁명수비대의 기지에서 카세드 로켓으로 발사했다. 고도 425 km 저궤도 위성이다. 6U CubeSat으로, 보통의 6U CubeSat 무게는 12 kg 정도 된다. en:Noor (satellite) 참조.
서방은 이란이 군사적 목적을 감추기 위해 셈난 미사일 기지를 ‘이맘 호메이니 우주 발사장’으로 명명하고 탄도미사일을 시험하는 것으로 의심하고 있다.

## 같이 보기
- Semnan Space Center